# アマーリエ・ルイーゼ・フォン・アーレンベルク
アマーリエ・ルイーゼ・フォン・アーレンベルク（独: Amalie Luise Prinzessin und Herzogin von Arenberg, 1789年4月10日 - 1823年4月4日）は、ドイツ＝ベルギー系の上級貴族アーレンベルク公爵家の公女で、バイエルン公ピウス・アウグストの妻。フランス語名はアメリー・ルイーズ・ダランベール（Amélie Louise d'Arenberg）。

## 生涯
アーレンベルク公シャルル・マリー・レーモン（カール・マリア・ライムント）の四男ルイ・マリー・ウジェーヌ（1757年 - 1795年）と、その最初の妻マリー・ド・マイイ＝ルバンプレ（1766年 - 1789年）の間の一人娘として生まれた。1807年5月26日にブリュッセルにおいて、バイエルン公爵家（以前のプファルツ＝ビルケンフェルト＝ゲルンハウゼン公爵家）の嗣子ピウス・アウグストと結婚し、一人息子のマクシミリアン・ヨーゼフ（マックス・ヨーゼフ）（1808年 - 1888年）をもうけた。夫妻はバンベルクに居を構えた。
夫のピウス・アウグストの乱暴な素行があまりに目に余るため、本家筋のバイエルン王マクシミリアン1世は1817年にマックス・ヨーゼフを父親から引き離すため、ミュンヘンの寄宿学校に入れた。アマーリエが1823年に早世するまでに、一人息子と会うことを許されたのは一度だけだった。アマーリエの遺骸はテーゲルンゼー城内の墓廟（現在のテーゲルンゼー修道院）に葬られた。アマーリエの死後、ピウス・アウグストは完全に公的生活から引退して暮らした。